# ある夏の記録
『ある夏の記録』（仏語Chronique d'un été）は、1960年夏に撮影され、1961年に公開された、フランスの長篇ドキュメンタリー映画。
哲学者・社会学者であるエドガール・モランと、文化人類学者・映画作家であるジャン・ルーシュが共同監督し、撮影監督ミシェル・ブローとの共同作業でつくられた。

## 概要
本作は、カメラの正面で誠実に演じることができるかという、ルーシュとモランの議論で始まる。
パリの人々に、人生をなんとか生きていく方法について尋ねる。そして、実生活を生きる人々がその都度紹介され、彼らにフランス社会や労働者階級の幸福について議論をしてもらう。
映画の最後には、映画作家たちが、登場人物たちに集積された場面を見せて、本作がどこまで生々しく描写した映画作品かを、「シネマ・ヴェリテ」（真実の映画）と「シネマ・マンソンジュ」（嘘の映画）に分けて議論させる。
この長篇映画は、フランスのパリとサントロペで撮影された。本作は実験的で、かつ斬新構造をもった作品である。そのため、「シネマ・ヴェリテ cinéma vérité」の例としてあげられることも多い。

## 作品データ
- 規格：白黒映画（モノラル録音）16 mm
- 撮影：1960年夏

## スタッフ
- 監督：ジャン・ルーシュ、エドガール・モラン
- 撮影：ロジェ・モリエール、ラウール・クタール、ジャン＝ジャック・タルベ、ミシェル・ブロー
- 音楽：ピエール・バルボー（フランス語版） （ワルツ・ミュゼット、Dépôt SACEM:25/8/1961、n°F18544）
- 録音：ギイ・ロッシュ、ミシェル・ファノ、バルテレミ
- 編集：ジャン・ラヴェル（フランス語版）、ネナ・バラティエ、フランソワーズ・コラン（フランス語版）
- 照明：モワノー・エ・クレトー
- 撮影助手：クロード・ボーソレイユ、ルイ・ブーシェ
- 製作：アンドレ・アンリッシュ
- 制作：アルゴス・フィルム（アナトール・ドーマン、フィリップ・リフシッツ）

## キャスト
- マルセリーヌ・ロリダン・イヴェンス Marceline Loridan
- マリルー・パロリーニ（英語版）
- アンジェロ
- ジャン＝ピエール
- ジャック（労働者）
- ジャン（労働者）
- レジス・ドゥブレ Régis Debray（男子学生）
- セリーヌ（女子学生）
- ジャン＝マルク（男子学生）
- ナディーヌ（女子学生）
- ランドリ（男子学生）
- レイモン（男子学生）
- ジャック（男性従業員）
- シモーヌ（女性従業員）
- アンリ（芸術家）
- マディ（芸術家）
- カトリーヌ（芸術家）
- ソフィ（カヴァーガール）

ほか、パリで出会った人々

## 受賞歴
- 1961年、第14回カンヌ国際映画祭批評家賞（Prix de la Critique）